# Zerfallende Algebra
In der Mathematik sind zerfallende Algebren ein Thema der Algebrentheorie.

## Definition
Man sagt, dass eine Algebra über einem Körper {\displaystyle K} zerfällt, wenn sie isomorph zu einer Matrizenalgebra über {\displaystyle K} ist. 

## Lehrsätze
- Nach dem Satz von Wedderburn zerfällt jede einfache Algebra über einem algebraisch abgeschlossenen Körper.
- Einfache Algebren über {\displaystyle \mathbb {R} } sind nach Cartan Matrizenalgebra über {\displaystyle \mathbb {R} ,\mathbb {C} } oder {\displaystyle \mathbb {H} }.
- Nach dem Satz von Brauer-Hasse-Noether zerfällt eine zentrale einfache Algebra über einem Zahlkörper genau dann, wenn ihre {\displaystyle p}-adischen und reellen Vervollständigungen zerfallen.